# Calyptotheca stylifera
Calyptotheca stylifera är en mossdjursart. Calyptotheca stylifera ingår i släktet Calyptotheca och familjen Parmulariidae. Inga underarter finns listade i Catalogue of Life.